# SEC22B
SEC22B (англ. SEC22 homolog B, vesicle trafficking protein (gene/pseudogene)) – білок, який кодується однойменним геном, розташованим у людей на короткому плечі 1-ї хромосоми.  Довжина поліпептидного ланцюга білка становить 215 амінокислот, а молекулярна маса — 24 593.
| 10         |  | 20         |  | 30         |  | 40         |  | 50         |
| ---------- |  | ---------- |  | ---------- |  | ---------- |  | ---------- |
| MVLLTMIARV |  | ADGLPLAASM |  | QEDEQSGRDL |  | QQYQSQAKQL |  | FRKLNEQSPT |
| RCTLEAGAMT |  | FHYIIEQGVC |  | DLVLCEAAFP |  | KTLAFAYLED |  | LHSEFDEQHG |
| KKVPTVSRPY |  | SFIEFDTFIQ |  | KTKKLYIDSC |  | ARRNLGSINT |  | ELQDVQRIMV |
| ANIEEVLQRG |  | EALSALDSKA |  | NNLSSLSKKY |  | RQDAKYLNMH |  | STYAKLAAVA |
| VFFIMLIVYV |  | RFWWL      |  |            |  |            |  |            |

A: Аланін

C: Цистеїн

D: Аспарагінова кислота

E: Глутамінова кислота

F: Фенілаланін

G: Гліцин

H: Гістидин

I: Ізолейцин

K: Лізин

L: Лейцин

M: Метіонін

N: Аспарагін

P: Пролін

Q: Глутамін

R: Аргінін

S: Серин

T: Треонін

V: Валін

W: Триптофан

Кодований геном білок за функцією належить до фосфопротеїнів. 
Задіяний у таких біологічних процесах як транспорт, транспорт білків, транспорт між ендоплазматичним ретикулумом і апаратом Гольджі, поліморфізм, ацетиляція. 
Локалізований у мембрані, ендоплазматичному ретикулумі, апараті гольджі.